# وورونژ پریداچا
وورونژ پریداچا (به روسی: Аэропорт Придача) فرودگاهی عمومی واقع در وورونژ در کشور روسیه است که توسط  VASO  اداره می‌شود.